# いなか刑事・伊原泰三の退職捜査日誌
『いなか刑事 伊原泰三の退職捜査日誌』（いなかけいじ いはらたいぞうのたいしょくそうさにっし）は、2001年から2002年までテレビ東京・BSジャパン共同制作「女と愛とミステリー」で放送された刑事ドラマシリーズ。全3回。主演は小林稔侍。

## キャスト

### 長野県警松本北警察署
伊原泰三
演 - 小林稔侍
定年退職まであと1年となったベテラン刑事。家族は妻・千鶴と息子・優。
第1作で3年ぶりに行方不明中の息子の居所が判明し、休暇をとって上京する。
杉田
演 - 寺田農
署長。

### 伊原家
伊原千鶴
演 - 松原智恵子
泰三の妻。高校時代は野球部のマネージャーで、泰三や三浦研司たちのマドンナだった。
伊原優
演 - 山本隆司（第1作・第2作）
泰三と千鶴の息子。
3年前、映画制作の道へ進むことを希望していたが泰三に反対され、大学を中退して家出していた。
泰三が上京後、遺体で発見される（第1作）。

### ゲスト
第1作「盗撮ビデオ殺人事件」（2001年）
- 今井晴子（スーパー店員） - 伊藤かずえ
- 笠原保（マンション管理人） - 大浦龍宇一
- 久田靖（久田不動産 主人） - 田山涼成
- 佐々木（木場警察署 刑事） - 山崎一
- 久田典子（久田の妻） - 伊佐山ひろ子
- 石田建三（スーパー販売係長） - 大竹一樹（さまぁ〜ず）
- 花山（野村の部下） - 深見亮介
- 筧清子（スーパー店員・晴子の隣人） - 山下容莉枝
- 吉野（木場警察署 刑事） - 元村悠
- 大川英次（映像製作会社オーナー） - 田中哲司
- 陶美鈴（中国人留学生・ホステス） - 伊藤千夏
- 足立（大川の部下） - 萩野崇
- 今井菜々美（晴子の娘） - 大田ななみ
- 野村大三郎（都議会議員） - 大出俊
- 元気安、正源敬三、村本准也

第2作「密会温泉殺人事件」（2002年）
- 小池明（長野県警松本北警察署 刑事・泰三の部下） - 川岡大次郎
- 浅田清美（スナックホステス・元看護師） - 濱田万葉
- 諸星（新宿西警察署 刑事・北条の部下） - 五代高之
- 織田（刑事） - 妹尾青洸
- 梶健吾（真砂子の恋人） - 高木ヒロオ
- 野川由美子（三浦国際貿易 事務員） - 稲田奈緒
- 三浦真砂子（三浦の妻） - 宮田早苗
- 旅館の従業員 - 草野裕
- ダンス教室講師 - 村野友美
- 北条誠（新宿西警察署 捜査主任） - 美木良介
- 三浦研司（三浦国際貿易 社長・泰三の高校時代の親友） - 小野寺昭
- 山田幸伸、杉本史大、草刈信行、徳永和久、齋藤康弘、ひたたら、藤田大介、村本准也、新谷直子、森井未知央、沼上伸也、奈良麻美、小貫和彦

第3作「非運の妻か完全犯罪を狙う妻か 夫の死亡保険金を2度受ける女の正体とは! 殺人容疑の刑事が事件の逆転解決 死体が語る裏の真実」（2002年）
- 今村暢子（城南警察署 巡査部長） - 国分佐智子
- 畑山万里子（畑山運送店 業務部長・祐二の妻） - 山下容莉枝
- 畑山祐二（畑山運送店 副社長・功一の弟） - 日比野玲
- 城南警察署 刑事 - 須藤雅宏
- 城南警察署 刑事 - 小林健
- 大木（ホームレス） - 田口主将
- ホームレス - 川俣しのぶ
- 須藤（旅館の番頭） - 灰地順
- 清水（功一の運転手） - 神保悟志
- 酒屋の店主 - 真実一路
- 津村邦子（畑山運送店 総務部長） - 大竹一重
- 畑山功一（畑山運送店 社長） - 近藤康成
- 畑山多一（前妻の息子） - 広田亮平
- 畑山奈美恵（功一の後妻・元ホステス） - 渡辺典子
- 緒方悟（城南警察署 主任） - 鶴見辰吾
- 八木橋修、拳武秀旭、古郡雅浩、小杉幸彦、長塚道太、田口南、益成竜也、森裕征

## スタッフ
- 原作 - 新野剛志（2では原案と表記）
- 脚本 - 橋本以蔵
- 演出 - 伊藤寿浩
- 制作 - テレビ東京、BSジャパン、ファインエンターテイメント

## 放送日程
| 話数 | 放送日         | サブタイトル | 脚本     | 演出     | 視聴率 |
| ---- | -------------- | --- | -------- | -------- | ------ |
| 1    | 2001年05月30日 | “盗撮ビデオ殺人事件” 信州松本から消えた息子が殺人犯? 苦悩の父親刑事が知った東京のワナ 逆転解決に母娘の愛              | 橋本以蔵 | 伊藤寿浩 | 11.9%  |
| 2    | 2002年01月09日 | 密会温泉殺人事件! “新宿〜松本” エリート商社員の妻がおちた破滅への道程 ゆがんだ三角関係の結末は                        | 橋本以蔵 | 伊藤寿浩 | 11.7%  |
| 3    | 12月25日       | 非運の妻か完全犯罪を狙う妻か 夫の死亡保険金を2度受ける女の正体とは! 殺人容疑の刑事が事件の逆転解決 死体が語る裏の真実 | 橋本以蔵 | 伊藤寿浩 | 08.6%  |

- 視聴率はビデオリサーチ調べ、関東地区・世帯